# Kulturåret 1777

## Händelser
- 16 oktober – Carl Israel Hallmans pjäs Finkels parentations-act har urpremiär på Humlegårdsteatern i Stockholm[1].

## Födda
- 11 januari – Per Krafft d.y. (1863), svensk porträtt- och historiemålare.
- 4 februari – Johanna Emerentia von Bilang (1857), svensk konstnär.
- 12 mars – Gustaf Lagerbjelke (död 1837), svenskt statsråd och ledamot av Svenska Akademien.
- 15 juni –  Hedda Hjortsberg (död 1867), svensk ballerina.
- 23 juli – Philipp Otto Runge (död 1810), tysk målare och etsare.
- 31 augusti – August Klingemann (död 1831), tysk författare och teaterman.
- 27 september – Johan Anders Wadman (död 1837), svensk författare.
- 18 oktober – Heinrich von Kleist (död 1811), tysk poet, dramatiker, novellist och publicist.
- 8 december – Jonas Magnus Stiernstolpe (död 1831), svensk författare och översättare.

## Avlidna
- 1 mars – Georg Christoph Wagenseil (född 1715), österrikisk tonsättare.
- 23 mars – Olof Rudbeck (född 1750), svensk författare.
- 27 juni – William Dodd (född 1729), engelsk präst och skriftställare.